# Escuadrón 633
Escuadrón 633 es una película bélica del año 1964, dirigida por Walter Grauman y protagonizada por Cliff Robertson, George Chakiris, Maria Perschy y Harry Andrews. La película fue producida por la compañía cinematográfica Mirisch Films con un guion de James Clavell y Howard Koch.

## Sinopsis
Después de que el líder de la resistencia noruega, el teniente de la Armada Real de Noruega, Erik Bergman (George Chakiris), viaja a Gran Bretaña para informar la ubicación de una planta de combustible para los cohete V-2 alemanes, el Escuadrón 633 de la Real Fuerza Aérea Británica (RAF) es designado para destruirla. El escuadrón está dirigido por el comandante de ala Roy Grant (Cliff Robertson), un expiloto del Escuadrón Águila estadounidense que sirve en la RAF antes de que los EE. UU., entraran en la guerra.
La planta se encuentra en un lugar aparentemente inexpugnable debajo de un acantilado sobresaliente al final de un fiordo largo y estrecho bordeado por numerosos cañones antiaéreos. La única forma de destruir la planta es bombardeando el acantilado hasta que se derrumbe y entierre las instalaciones, un trabajo para el escuadrón 633 que vuela los bombarderos Mosquito de Havilland. El escuadrón se entrena en Escocia, donde hay cañadas estrechas similares al fiordo noruego. Allí, Grant es presentado a la hermana de Bergman, Hilde (Maria Perschy). Se sienten atraídos el uno por el otro, a pesar de la aversión de Grant a las relaciones en tiempos de guerra.
La resistencia noruega tiene la tarea de destruir las defensas antiaéreas de la instalación alemana antes del ataque programado por la RAF. Cuando llegan inesperados refuerzos alemanes, Bergman regresa a Noruega para tratar de reunir más fuerzas. Sin embargo, es capturado mientras transportaba armas desesperadamente necesarias, llevado a la sede de la Gestapo es brutalmente torturado para obtener información. Como Bergman sabe demasiado, debe ser silenciado antes de que se quiebre. Grant y el recién casado oficial piloto Bissell (Scott Finch), son enviados con un solitario Mosquito para bombardear el edificio de la Gestapo. Aunque tienen éxito, su cazabombardero Mosquito es derribado y se estrella a su regreso. Bissell es herido y queda ciego. Hilde llorosa agradece a Grant por terminar con el sufrimiento de su hermano.
Todavía preocupado, el vice mariscal de aire Davis (Harry Andrews), decide llevar a cabo el ataque al día siguiente. Sin embargo, los miembros de la resistencia son emboscados y asesinados, dejando las defensas nazis intactas. Aunque Grant tiene la opción de abortar, decide seguir adelante con la misión. La fábrica es destruida a costa de todo el escuadrón 633. Grant aterriza de golpe y un lugareño ayuda al navegante de Grant, el teniente de vuelo Hoppy Hopkinson (Angus Lennie), a sacar al comandante del ala herido de los restos del avión en llamas. De vuelta en Gran Bretaña, Davis le dice a un compañero oficial que está horrorizado por las pérdidas aunque "no se puede matar a un escuadrón".

## Elenco
- Comandante de ala Roy Grant: Cliff Robertson
- Oficial de vuelo Hoppy Hopkinson: Angus Lennie
- Teniente Erik Bergman: George Chakiris
- Hilde Bergman: Maria Perschy
- Vice Mariscal de Aire Davis: Harry Andrews
- Capitán de Grupo Don Barrett: Donald Houston

## Producción
El título de la película hace referencia al escuadrón de la RAF encargado de llevar a cabo el bombardeo. Se trata de un escuadrón ficticio, puesto que nunca se asignó el número 633 para identificar a ningún escuadrón británico.